# Schizophyta
El término Schizophyta fue acuñado por Cohn en 1875, clasificando a los aún no definidos como procariontes dentro del reino vegetal, pues antes de ese momento eran considerados "animálculos". 
Los dividía en dos grupos:
- Schizophyceae. De las algas azul-verdosas. De: schizo=partición, phyceae=alga.
- Schizomycetes o Schizomyceae. De las bacterias. De: schizo=partición, myco=hongo.

Aludiendo en ambos casos a la forma de reproducción bacteriana por división binaria y a sus diferentes metabolismos.
Schizophyta aparece como una rama del Reino vegetal de los sistemas de clasificación de:
- sistema Engler de 1924 (División).
- sistema Wettstein de 1934 (Filo).

Estos sistemas fueron superados por las sucesivas nuevas taxonomías con términos tales como Protophyta, Procaryotae, Monera y actualmente se usa Archaea y Bacteria, fundamentalmente por el avance del estudio del ARN a partir de los años 70s.
Se definió a Schyzophyta como los seres vivos de menor tamaño que se conocen; en un espacio de un milímetro lineal caben en fila 200 a 1000 individuos, es decir podemos estimar su tamaño entre 5 a 1 micras. Se conocen alrededor de 1600 especies. Para el estudio de los seres microscópicos se adoptó como unidad de medida la micra que equivale a una milésima de milímetro.

## Clasificación
Una de las clasificaciones tradicionales de las bacterias va de acuerdo con su morfología.
- De forma redondeada, sin cilias

Cocos. Se llaman micrococos si aparecen aislados: diplococos, en número de dos; estafilococos reunidos en racimos, estreptococos agrupados en forma de cadena.
- De forma alargada como bastoncitos, muchos con cilias

Bacilos.
- De forma espiral
  - Rígidos: Espirilos
  - Con espirales flexibles: Espiroquetas
  - Cortos, con apenas una espira: Vibriones.

- Datos: Q7431620